# Here We Go
A Here We Go (magyarul: Gyerünk) egy dal, amely Lettországot képviselte a 2013-as Eurovíziós Dalfesztiválon. A dalt a lett PeR együttes adta elő angolul.
A dal a 2013. február 16-án megrendezett lett nemzeti döntőn 12 dal közül választották ki Lettország képviseletére az Eurovíziós Dalfesztiválon.
Az Eurovíziós Dalfesztiválon a dalt a május 16-án megrendezett második elődöntőben adták elő, a fellépési sorrendben elsőként, a san marinoi Valentina Monetta Crisalide (Vola) című dala előtt. Az elődöntőben 13 ponttal a 17., azaz utolsó helyen végzett, így nem jutott tovább a döntőbe.

## Külső hivatkozások
- Dalszöveg
- A dal előadása a lett nemzeti döntőben
- A dal előadása a 2013-as Eurovíziós Dalfesztivál második elődöntőjében